# Maranhão
Maranhão (MA) (udtales:ma?a'??~w~) er en brailiansk delstat, placeret i
det nordøstlige hjørne af landet i regionen Nordeste ud til Atlanterhavet. Hovedstaden hedder
São Luís og delstaten grænser op til Piauí, Tocantins og Pará.